# Montesol (historietista)
Francisco Javier Ballester Guillén  (Barcelona, 1 de diciembre de 1952), conocido como Javier Montesol, es un historietista y pintor español. Fue uno de los protagonistas de la época del cómic underground de los años 70 y 80 en España.
Empezó como dibujante de cómics participando en la creación de revistas del nuevo cómic español como Star, Cairo y El Víbora.
En los años 80 se interesa por la pintura y empieza a vender en un formato nuevo y revolucionario, en el Supermercado del Arte, dónde solo una vez al año, en Navidad, el público aficionado y coleccionista  podía comprar a muy buen precio obras de pintores y dibujantes conocidos.
En 1992 decide instalarse en la Bretaña Francesa con su mujer y sus 4 hijos pequeños para dedicarse exclusivamente a pintar, realizando exposiciones por Europa y Estados Unidos.
En 2012 vuelve al cómic publicando la novela gráfica "SPEAK LOW" y el 2017 con el famoso Museo del  Prado, publica su álbum de cómic “IDILIO”.

## Biografía

### El cómic (1972-1989)
En 1972, abandonó sus estudios universitarios de Ciencias Económicas, para dedicarse al mundo de cómics, en esa época conoce a Pau Maragall, hermano de Pascual Maragall, a Mariscal y a Nazario, entre otros.
En 1974, Montesol fundó con Juan José Fernández Ribera la revista Star. Formó parte del colectivo El Rrollo Enmascarado, y colaboró en revistas de la modernidad barcelonesa como El Víbora, Cairo, Makoki y Bésame mucho. En 1985 el grupo Kortatu grabó Don Vito y la revuelta en el frenopático inspirada en el personaje Don Vito creado por Montesol.

### La pintura (1989-presente)
En 1989 abandonó el cómic, dedicándose a la pintura y empezó a colaborar con el diario ABC. Tres años después se mudó a Vigneux, no volviendo a España, concretamente a Villanueva de la Cañada hasta 1999.
En 2012, regresó al mundo del cómic, después de veinte años de distanciamiento, con la novela gráfica Speak Low.

## Premios
- 1987 Premio Haxtur a la "Mejor Historia Corta" por Barceloba 1992 en el Salón Internacional del Cómic del Principado de Asturias, Gijón.
- 1999 Premio Max a las artes escénicas.

## Obra
| Años      | Título                                  | Guionista       | Tipo                     | Publicación              |
| --------- | --------------------------------------- | --------------- | ------------------------ | ------------------------ |
| 1974      | Martín Montesol                         |                 | Serie                    | Star                     |
| 1974      | Diploma d'Honor                         |                 | Monografía colectiva     | Coautoedición            |
| 1975      | Purita                                  |                 | Monografía colectiva     | Mandrágora               |
| 1976      | Nasti de Plasti                         |                 | Monografía colectiva     | Mandrágora               |
| 1980      | Las aventuras de Marcelo                |                 | Serie                    | Bésame Mucho             |
| 1980      | Don Vito                                | Montesol        | Serie                    | El Víbora, Makoki (1982) |
| 1981      | La noche de siempre                     | Ramón de España | Serie                    | Bésame Mucho núm. 7      |
| 1981      | Destino Gris                            | Montesol        | Serie dibujada por Roger | Cairo                    |
| 1982-1983 | Fin de semana                           | Ramón de España | Serie                    | Cairo núms. 8 al 14      |
| 05/2012   | Speak Low                               | Montesol        | Novela Gráfica           | Sins Entido              |
| 2017      | Idilio (historietas) de Javier Montesol | Montesol        | Novela Gráfica           | Museo del Prado          |